# Campeonato Maranhense de Futebol de 2012
O Campeonato Maranhense de Futebol de 2012 foi uma competição estadual de futebol realizada no Maranhão e organizada pela Federação Maranhense de Futebol. A competição indicou um dos representantes maranhenses para a  Copa do Brasil 2013 e o representante para o  Campeonato Brasileiro Série D 2013.

## Clubes Participantes
| Escudo | Equipe         | Colocação em 2011 | Estádio (Mando) | Capacidade | Último Título     |
|        | Bacabal        | 8º                | Correão         | 9 500      | 1996              |
|        | Cordino        | 5º                | Leandrão        | 1 400      | (não possui)      |
|        | Imperatriz     | 3º                | Frei Epifânio   | 10 000     | 2005              |
|        | Maranhão       | 2º                | Nhozinho Santos | 12 891     | 2007              |
|        | Moto Club      | 6º                | Nhozinho Santos | 12 891     | 2010 (2ª Divisão) |
|        | Sabiá          | 2º Série B        | Duque de Caxias | 3 000      | (não possui)      |
|        | Sampaio Corrêa | Campeão           | Nhozinho Santos | 12 891     | 2011              |
|        | Santa Quitéria | 4º                | Rodrigão        | 8 000      | 2009 (2ª Divisão) |
|        | São José       | 7º                | Nhozinho Santos | 12 891     | (não possui)      |
|        | Viana          | Campeão Série B   | Daniel Filho    | 3 725      | 2011 (2ª Divisão) |

## Regulamento
O Campeonato Maranhense de Futebol de 2012 será disputado em dois turnos. No 1º turno, As dez equipes jogam entre si e os quatro primeiros colocados fazem as semi finais. Os vencedores farão a final do 1º turno. O 2º turno será igual ao 1º turno. Os campeões de cada turno fazem a final do campeonato em duas partidas, com vantagem para a equipe de melhor campanha no torneio. O Campeão Maranhense de 2012 disputará a Copa do Brasil e o  Brasileirão Série D do próximo ano. 

Os critérios para desempate em números de pontos são os seguintes, aplicados necessariamente na ordem em que aparecem: 

1. Maior número de vitórias; 

2. Melhor saldo de gols;

3. Maior número de gols pró;

4. Confronto direto (quando o empate for entre apenas duas equipes);

5. Menor número de cartões vermelhos;

6. Menor número de cartões amarelos;

7. Sorteio.

## Classificação Final[1]
| Classificação Geral | Classificação Geral       | Classificação Geral | Classificação Geral | Classificação Geral | Classificação Geral | Classificação Geral | Classificação Geral | Classificação Geral | Classificação Geral | Classificação Geral |
| Pos                 | Time                      | PG                  | J                   | V                   | E                   | D                   | GP                  | GS                  | SG                  | %                   |
| ------------------- | ------------------------- | ------------------- | ------------------- | ------------------- | ------------------- | ------------------- | ------------------- | ------------------- | ------------------- | ------------------- |
| 1                   | Sampaio Corrêa            | 56                  | 26                  | 17                  | 5                   | 4                   | 55                  | 25                  | 30                  | 66.7                |
| 2                   | Viana                     | 34                  | 24                  | 8                   | 10                  | 6                   | 34                  | 23                  | 11                  | 47.2                |
| 3                   | Maranhão                  | 32                  | 24                  | 9                   | 5                   | 10                  | 30                  | 40                  | -10                 | 48.5                |
| 4                   | Santa Quitéria            | 29                  | 20                  | 7                   | 8                   | 5                   | 28                  | 17                  | 11                  | 48.3                |
| 5                   | São José-MA               | 24                  | 20                  | 6                   | 9                   | 5                   | 31                  | 30                  | 1                   | 40                  |
| 6                   | Bacabal                   | 19                  | 18                  | 5                   | 4                   | 9                   | 21                  | 35                  | -14                 | 35.2                |
| 7                   | Imperatriz                | 18                  | 18                  | 4                   | 6                   | 8                   | 20                  | 33                  | -13                 | 33.3                |
| 8                   | Cordino                   | 18                  | 22                  | 5                   | 9                   | 8                   | 27                  | 35                  | -8                  | 30                  |
| 9                   | Moto Club                 | 16                  | 18                  | 5                   | 7                   | 6                   | 29                  | 30                  | -1                  | 29.6                |
| 10                  | Sabiá                     | 14                  | 18                  | 4                   | 5                   | 9                   | 19                  | 25                  | -6                  | 25.9                |
|                     | Rebaixados à Série B 2013 |                     |                     |                     |                     |                     |                     |                     |                     |                     |

## Classificação (1° turno)
| Classificação 1º Turno | Classificação 1º Turno       | Classificação 1º Turno | Classificação 1º Turno | Classificação 1º Turno | Classificação 1º Turno | Classificação 1º Turno | Classificação 1º Turno | Classificação 1º Turno | Classificação 1º Turno | Classificação 1º Turno |
| Pos                    | Time                         | PG                     | J                      | V                      | E                      | D                      | GP                     | GS                     | SG                     | %                      |
| ---------------------- | ---------------------------- | ---------------------- | ---------------------- | ---------------------- | ---------------------- | ---------------------- | ---------------------- | ---------------------- | ---------------------- | ---------------------- |
| 1                      | Sampaio Corrêa               | 19                     | 9                      | 6                      | 1                      | 2                      | 18                     | 7                      | 11                     | 70.4                   |
| 2                      | Maranhão                     | 16                     | 9                      | 5                      | 1                      | 3                      | 13                     | 15                     | -2                     | 59.3                   |
| 3                      | Santa Quitéria               | 15                     | 9                      | 4                      | 3                      | 2                      | 12                     | 5                      | 7                      | 55.6                   |
| 4                      | Viana                        | 14                     | 9                      | 3                      | 5                      | 1                      | 15                     | 8                      | 7                      | 51.9                   |
| 5                      | Bacabal                      | 11                     | 9                      | 3                      | 2                      | 4                      | 14                     | 18                     | -4                     | 40.7                   |
| 6                      | São José                     | 9                      | 9                      | 3                      | 3                      | 3                      | 14                     | 12                     | 2                      | 44.4                   |
| 7                      | Imperatriz                   | 9                      | 9                      | 2                      | 3                      | 4                      | 11                     | 21                     | -10                    | 33.3                   |
| 8                      | Moto Club                    | 6                      | 9                      | 3                      | 3                      | 3                      | 13                     | 15                     | -2                     | 44.4                   |
| 9                      | Sabiá                        | 3                      | 9                      | 1                      | 3                      | 5                      | 7                      | 9                      | -2                     | 22.2                   |
| 10                     | Cordino                      | 1                      | 9                      | 1                      | 4                      | 4                      | 12                     | 19                     | -7                     | 25.9                   |
|                        | Classificados às semi-finais |                        |                        |                        |                        |                        |                        |                        |                        |                        |

| Semi Final | Semi Final | Semi Final | Semi Final | Semi Final | Semi Final | Semi Final | Semi Final | Semi Final | Semi Final | Semi Final |
| ---------- | ---------- | ---------- | ---------- | ---------- | ---------- | ---------- | ---------- | ---------- | ---------- | ---------- |

| Jogos de Ida     | Jogos de Ida | Jogos de Ida | Jogos de Ida   | Jogos de Ida | Jogos de Ida   |
| Local            | Data         | Hora         | Time           | Placar       | Time           |
| ---------------- | ------------ | ------------ | -------------- | ------------ | -------------- |
| Estádio Rodrigão | 11/03        | 16h00        | Santa Quitéria | 0x0          | Maranhão       |
| Djalma Campos    | 18/03        | 16h00        | Viana          | 1x0          | Sampaio Corrêa |

| Jogos de Volta  | Jogos de Volta | Jogos de Volta | Jogos de Volta | Jogos de Volta | Jogos de Volta |
| Local           | Data           | Hora           | Time           | Placar         | Time           |
| --------------- | -------------- | -------------- | -------------- | -------------- | -------------- |
| Nhozinho Santos | 18/03          | 17h00          | Maranhão       | 1x1            | Santa Quitéria |
| Nhozinho Santos | 22/03          | 20h15          | Sampaio Corrêa | 1x3            | Viana          |

| Final | Final | Final | Final | Final | Final | Final | Final | Final | Final | Final |
| ----- | ----- | ----- | ----- | ----- | ----- | ----- | ----- | ----- | ----- | ----- |

| Jogos de Ida    | Jogos de Ida | Jogos de Ida | Jogos de Ida | Jogos de Ida | Jogos de Ida |
| Local           | Data         | Hora         | Time         | Placar       | Time         |
| --------------- | ------------ | ------------ | ------------ | ------------ | ------------ |
| Nhozinho Santos | 25/03        | 17h00        | Maranhão     | 2x1          | Viana        |

| Jogos de Volta | Jogos de Volta | Jogos de Volta | Jogos de Volta | Jogos de Volta | Jogos de Volta |
| Local          | Data           | Hora           | Time           | Placar         | Time           |
| -------------- | -------------- | -------------- | -------------- | -------------- | -------------- |
| Djalma Campos  | 29/03          | 16h00          | Viana          | 1x1            | Maranhão       |

Campeão 1º turno = Maranhão Atlético Clube

## Classificação (2° turno)
| Classificação 2º Turno | Classificação 2º Turno       | Classificação 2º Turno | Classificação 2º Turno | Classificação 2º Turno | Classificação 2º Turno | Classificação 2º Turno | Classificação 2º Turno | Classificação 2º Turno | Classificação 2º Turno | Classificação 2º Turno |
| Pos                    | Time                         | PG                     | J                      | V                      | E                      | D                      | GP                     | GS                     | SG                     | %                      |
| ---------------------- | ---------------------------- | ---------------------- | ---------------------- | ---------------------- | ---------------------- | ---------------------- | ---------------------- | ---------------------- | ---------------------- | ---------------------- |
| 1                      | Sampaio Corrêa               | 21                     | 9                      | 6                      | 3                      | 0                      | 24                     | 12                     | 12                     | 77.8                   |
| 2                      | São José                     | 14                     | 9                      | 3                      | 5                      | 1                      | 14                     | 14                     | 0                      | 51.9                   |
| 3                      | Cordino                      | 13                     | 9                      | 3                      | 4                      | 2                      | 12                     | 10                     | 2                      | 48.1                   |
| 4                      | Viana                        | 12                     | 9                      | 3                      | 3                      | 3                      | 13                     | 9                      | 4                      | 44.4                   |
| 5                      | Santa Quitéria               | 12                     | 9                      | 3                      | 3                      | 3                      | 15                     | 12                     | 3                      | 44.4                   |
| 6                      | Sabiá                        | 11                     | 9                      | 3                      | 2                      | 4                      | 12                     | 16                     | -4                     | 40.7                   |
| 7                      | Maranhão                     | 10                     | 9                      | 3                      | 1                      | 5                      | 12                     | 17                     | -5                     | 37                     |
| 8                      | Moto Club                    | 10                     | 9                      | 2                      | 4                      | 3                      | 16                     | 15                     | 1                      | 37                     |
| 9                      | Imperatriz                   | 9                      | 9                      | 2                      | 3                      | 4                      | 9                      | 12                     | -3                     | 33.3                   |
| 10                     | Bacabal                      | 8                      | 9                      | 2                      | 2                      | 5                      | 9                      | 19                     | -10                    | 29.6                   |
|                        | Classificados às semi-finais |                        |                        |                        |                        |                        |                        |                        |                        |                        |

| Semi Final | Semi Final | Semi Final | Semi Final | Semi Final | Semi Final | Semi Final | Semi Final | Semi Final | Semi Final | Semi Final |
| ---------- | ---------- | ---------- | ---------- | ---------- | ---------- | ---------- | ---------- | ---------- | ---------- | ---------- |

| Jogos de Ida  | Jogos de Ida | Jogos de Ida | Jogos de Ida | Jogos de Ida | Jogos de Ida   |
| Local         | Data         | Hora         | Time         | Placar       | Time           |
| ------------- | ------------ | ------------ | ------------ | ------------ | -------------- |
| Djalma Campos | 10/05        | 16h00        | Viana        | 0x0          | Sampaio Corrêa |
| Leandrão      | 10/05        | 16h00        | Cordino      | 3x3          | São José       |

| Jogos de Volta  | Jogos de Volta | Jogos de Volta | Jogos de Volta | Jogos de Volta | Jogos de Volta |
| Local           | Data           | Hora           | Time           | Placar         | Time           |
| --------------- | -------------- | -------------- | -------------- | -------------- | -------------- |
| Nhozinho Santos | 14/05          | 20h30          | Sampaio Corrêa | 2x0            | Viana          |
| Nhozinho Santos | 14/05          | 18h30          | São José       | 0x1            | Cordino        |

| Final | Final | Final | Final | Final | Final | Final | Final | Final | Final | Final |
| ----- | ----- | ----- | ----- | ----- | ----- | ----- | ----- | ----- | ----- | ----- |

| Jogos de Ida | Jogos de Ida | Jogos de Ida | Jogos de Ida | Jogos de Ida | Jogos de Ida   |
| Local        | Data         | Hora         | Time         | Placar       | Time           |
| ------------ | ------------ | ------------ | ------------ | ------------ | -------------- |
| Leandrão     | 17/05        | 16h00        | Cordino      | 1x4          | Sampaio Corrêa |

| Jogos de Volta  | Jogos de Volta | Jogos de Volta | Jogos de Volta | Jogos de Volta | Jogos de Volta |
| Local           | Data           | Hora           | Time           | Placar         | Time           |
| --------------- | -------------- | -------------- | -------------- | -------------- | -------------- |
| Nhozinho Santos | 21/05          | 20h30          | Sampaio Corrêa | 1x0            | Cordino        |

Campeão 2º turno = Sampaio Corrêa

## Final
| Final | Final | Final | Final | Final | Final | Final | Final | Final | Final | Final |
| ----- | ----- | ----- | ----- | ----- | ----- | ----- | ----- | ----- | ----- | ----- |

| Jogos de Ida    | Jogos de Ida | Jogos de Ida | Jogos de Ida | Jogos de Ida | Jogos de Ida   |
| Local           | Data         | Hora         | Time         | Placar       | Time           |
| --------------- | ------------ | ------------ | ------------ | ------------ | -------------- |
| Nhozinho Santos | 31/05        | 20h30        | Maranhão     | 0x3          | Sampaio Corrêa |

| Jogos de Volta  | Jogos de Volta | Jogos de Volta | Jogos de Volta | Jogos de Volta | Jogos de Volta |
| Local           | Data           | Hora           | Time           | Placar         | Time           |
| --------------- | -------------- | -------------- | -------------- | -------------- | -------------- |
| Nhozinho Santos | 07/06          | 20h30          | Sampaio Corrêa | 2x1            | Maranhão       |

| Campeonato Maranhense de 2012       |
| Bandeira de São Luís                |
| ----------------------------------- |
| Sampaio Corrêa Campeão (31° título) |